# Cuisine portoricaine
La cuisine portoricaine a ses racines dans les traditions et pratiques culinaires d'Europe (spécifiquement en Espagne), d'Afrique et des indiens Taínos.

## Histoire

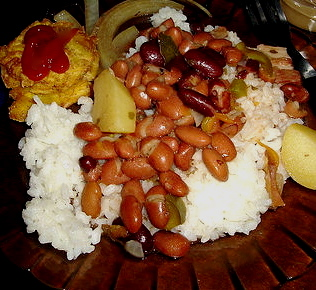
La Cocina criolla remonte aux habitants africains, taïnos et espagnols de l'île.

La cuisine portoricaine a été influencée par un éventail de cultures, notamment Taino, Arawak, espagnole et africaine. Bien que la cuisine portoricaine ressemble à la cuisine espagnole et aux autres cuisines latino-américaines, elle reflète un mélange à part d'influences, utilisant des assaisonnements et des ingrédients indigènes. Les habitants appellent leur cuisine cocina criolla (cuisine créole). À la fin du XIXe siècle, la cuisine portoricaine traditionnelle était bien établie. En 1848, le premier restaurant, La Mallorquina, ouvre ses portes dans le vieux San Juan. El Cocinero Puerto-Riqueño o Formulario, le premier livre de cuisine de l'île, a été publié en 1849.

### Influence taïno
Du régime alimentaire des Taíno et des Arawak proviennent de nombreuses racines et tubercules tropicaux comme la yautía (Xanthosoma) et surtout le yuca, le manioc. Les viandas sont des légumes-racines féculents, notamment le yuca, le ñame, la yautía, la batata, le malanga et l'apio portoricain (du céleri rave), tous cultivés dans les régions montagneuses de l'île.

### Influence espagnole/européenne
- Arroz con dulce[5]

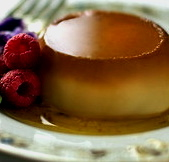
La cuisine portoricaine a plusieurs recettes de crèmes caramel.

- Flan — Il existe différente variétés populaires[6],[7].

### Influence africaine
Noix de coco, café (apporté par les Arabes et les Corsos à Yauco depuis Kafa, Éthiopie), gombo, taro (malanga), tamarin, ignames (ñame), graines de sésame, gandules (pois cajan), plantains, nombreuses variétés de bananes, autres racines légumes et pintade, tous sont venus à Porto Rico depuis l'Afrique. Les esclaves africains ont également introduit la friture des aliments, comme les cuchifritos.

## Ingrédients de base

### Poissons et coquillages

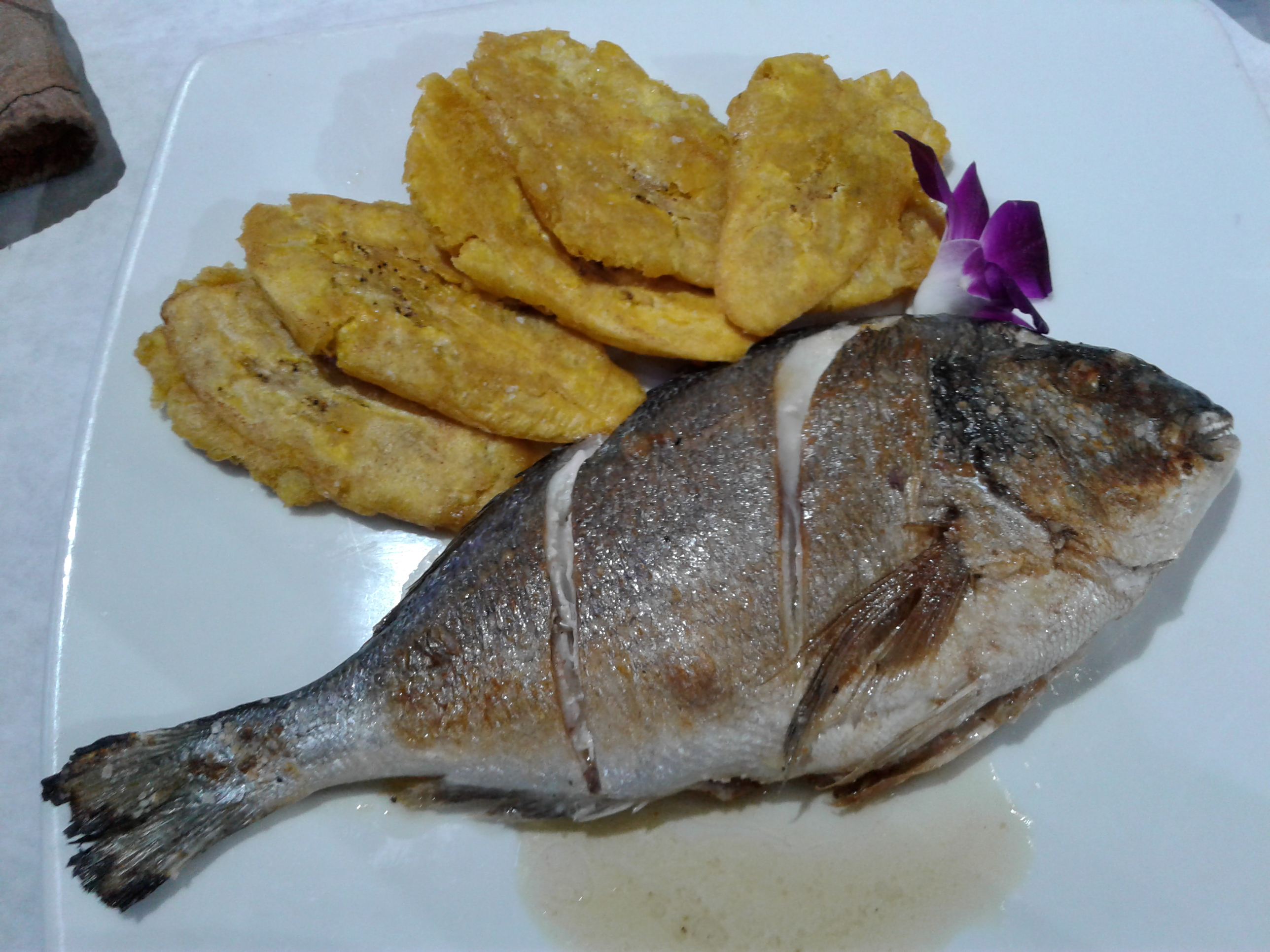
Une assiette de vivaneau dans un restaurant de San Sebastian, Porto Rico.

Dans certaines villes côtières de l'île, telles que Luquillo, Fajardo et Cabo Rojo, les fruits de mer sont très populaires.
- Cetí — Un type de petits poissons frits trouvé à Arecibo[9].
- Chillo — Le vivaneau rouge[10].

### Assaisonnements
La cuisine traditionnelle de l'île utilise des ingrédients plus frais et locaux comme les agrumes et surtout des herbes fraîches, des légumes et des piments pour faire du recaíto et du sofrito.
La base de nombreux plats principaux portoricains est le sofrito, semblable au mirepoix de la cuisine française, ou à la « trinité » de la cuisine créole . Un bon sofrito est un sauté d'ail fraîchement moulu, de tomates, d'oignons, de recao/culantro, de coriandre, de poivrons rouges, de cachucha et de piments cubanelle. Le sofrito est traditionnellement cuisiné avec de l'huile d'olive ou de l'huile de rocou, du tocino (bacon), du porc salé et du jambon cru. Un mélange d'olives farcies et de câpres appelé alcaparrado est généralement ajouté avec des épices telles que la feuille de laurier, le sazón et l'adobo.

## Plats portoricains

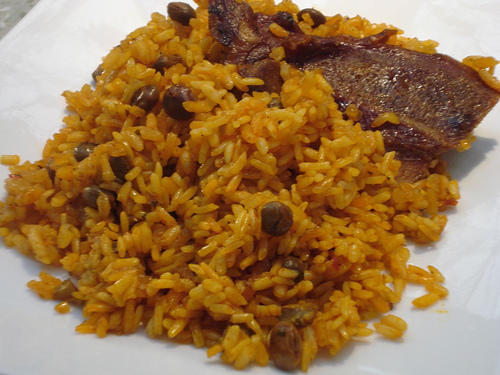
Arroz con gandules, considéré comme le principal plat national de Porto Rico.

Bien que le régime alimentaire portoricains varie d'un jour à l'autre, il existe des schémas nettement similaires aux repas quotidiens. Les dîners comprennent presque invariablement une viande, du riz et des haricots.

## Chefs célèbres
- Alfredo Ayala — a été reconnu comme le père de la cuisine moderne portoricaine[13]
- Doreen Colondres — chef, présentatrice de télévision, écrivain gastronomique et sommelière
- Luis Antonio Cosme — acteur et chef portoricain
- Giovanna Huyke — chef à la télévision
- Dora Romano — auteur de Cocine Conmigo en 1972[14]
- Daisy Martinez — auteur de Daisy Cooks : Latin Flavors That Will Rock Your World écrit en 2005, et Daisy : Morning, Noon and Night écrit en * de Daisy Cooks ! sur PBS et ¡Viva Daisy!
- Maria Perez — auteur de Tropical Cooking Made Easy publié en 2007[15]